# Мрвова, Алена
Алена Мрвова (словац. Alena Mrvová, урождённая Бекиарисова (словац. Bekiarisová); род. 22 февраля 1978, Бардеёв) — словацкая шахматистка, международный мастер среди женщин (2010). 

## Биография
В 1993 году выиграла серебряную медаль в чемпионате Словакии по шахматам среди юниорок в возрастной группе до 16 лет. Неоднократно представляла Словакию на юношеских чемпионатах Европы по шахматам и на юношеских чемпионатов мира по шахматам в различных возрастных групп, где самый большой успех был в 1996 году в Римавска-Соботе, когда она завоевала бронзовую медаль на чемпионате Европы среди юниоров в возрастной группе до 18 лет.
Норму международного мастера среди женщин выполнила на открытом турнире в Татрах (2009) и на индивидуальном чемпионате Европы по шахматам в Риеке (2010).
Представляла сборную Словакии на крупнейших командных шахматных турнирах:
- в шахматных олимпиадах участвовала шесть раз (1996—2002, 2010—2012);
- в командном чемпионате Европы по шахматам участвовала в 1999 году и в командном зачете завоевала золотую медаль.

## Личная жизнь
Алена Мрвова замужем за словацким гроссмейстером Мартином Мрва.